# 石窟庵
石窟庵（ソックラム、석굴암）は、大韓民国の慶尚北道慶州市にある仏教遺跡。吐含山の麓にある。
元々は「石仏寺」と呼ばれており、「石窟庵」と呼ばれるようになったのは、再発見・修復された日本統治時代以降である。
1962年12月20日、大韓民国国宝第24号に指定された。また、1995年に石窟庵から約4キロメートルほど離れた仏国寺とともに、「石窟庵と仏国寺」として世界遺産（文化遺産）に登録された。

## 概要

### 建立と放置
新羅の景徳王と恵恭王の時代の宰相だった金大城（700年 - 774年）が自分の父母のために「石仏社」を建立した、と高麗時代の『三国遺事』に記されており、石仏社が仏国寺の位置に近いことから石窟庵のことであると考えられている。751年（景徳王10年）に建立が開始され、774年（恵恭王10年）に完成した。その後、1392年から儒教を中心とした朝鮮時代が500年以上続き、朝鮮の仏教は弾圧を受けたため、慶州は貴族の関心から遠ざかることになる。 しかし、朝鮮粛宗29年(1703)、英祖34年(1758)に石窟庵を補修したという記録があり、丁時翰(1625~1707)の紀行文である<山中日記>、1733年に描かれた<嶠南名勝帖>に石窟庵の全室が登場するなど、朝鮮後期まで維持されたものと見られる。
しかし、仏国寺が没落し、廃寺になった後、石窟庵も忘れられる。

### 発見と日本による補修

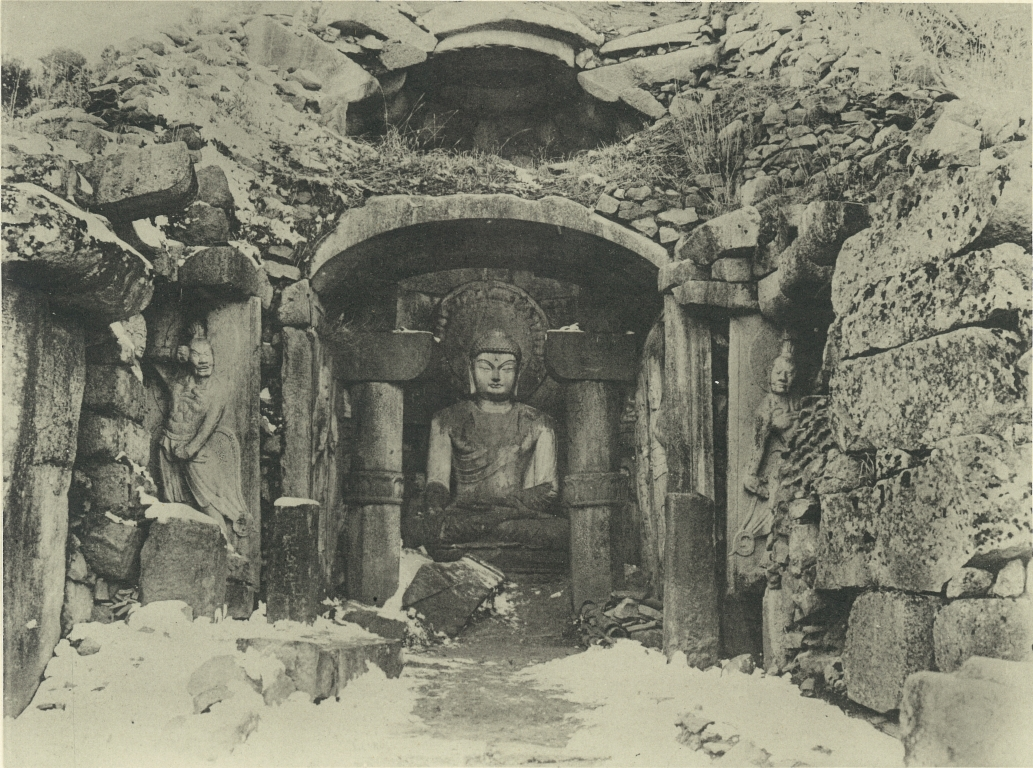
発見された当時の石窟庵

1909年、郵便配達員が配達のため吐含山の峠を越えようとしたところ、突然豪雨に見舞われ山中の洞窟に逃げ込んだ。その洞窟の中に偶然仏像を発見した。当時の石窟庵は崩壊寸前で、倒壊の恐れがあった。天井が抜け落ち、仏像に直接雨が当たり、周囲の仏像の配置もすでに不明で、全体の半分以上が土に埋もれていた。そのため、日本統治時代の1913年から1915年にかけ、日本により三度にわたる大規模な修復工事が行われた。工事には当時としては最新の技術であるセメントが使われた。

### 韓国による補修
朝鮮戦争前後の混乱期に再び放置されたが、1961年から1963年にかけて韓国の文化財管理局の主導で補修工事が行われた。湿度の問題を改善するため、後部をさらにセメントで塞ぎ、全面をガラス張りにして人工的に除湿したが、見物客から排出される二酸化炭素などによる花崗岩の損傷が指摘されることとなった。また、1961年に建てられた木造の前室も換気を妨げる要素とされる。また、「仏像の配置は日本がデタラメに並べた」として、仏教の経典に照らし合わせ、独自の並べ替えを行った。しかしその補修後、発見当時の石窟庵の写真および事前調査の詳細な配置図が見つかり、日本が行った補修・配置が正しかったことが発覚した。しかし配置は今なお復元されていない。

### 現在
石窟入口はガラス板で覆われ、内部に入れなくなっている。そのため一般者は前室からガラス越しに見学する。石窟の周囲には、分解移動後の杜撰な作業により配置する場所がわからなくなった石材が展示されている。
韓国では「本尊となる仏像は2体あった、1体は日本に盗まれた」と考えられていたが、学術的な調査の結果、これは誤りであり最初から仏像は1体であったことが報告された。
中央日報のアン・ヘリ論説委員によると、韓国では2019年にテレビバラエティ番組で韓国史講師による「石窟庵は1000年以上に完璧に保存されてきたが、日本が嫉妬してセメントとコンクリートを塗って傷つけた」という虚偽の主張が放送され、日本は嫉妬で盲目になり石窟庵を傷つけた野蛮国家として韓国大衆の袋叩きにされたが、講師や放送局が訂正や謝罪をしたという話は聞かなかったという。アン論説委員は、韓国では「何でも反日」はいつもこのように免罪符を受けてきたが、韓国国民の愚民化を招いていると批判した。